# Карл-Фрідріх фон Ланген
Барон Карл-Фрідріх фон Ланген-Паров (нім. Carl-Friedrich Freiherr von Langen-Parow; 25 липня 1887, Кляйн-Беліц — 2 серпня 1934, Потсдам) — німецький спортсмен-кіннотник, двічі чемпіон олімпійських ігор 1928 року в командному конкурі і особистій виїздці. Ротмістр Імперської армії, оберштурмбаннфюрер СА.

## Біографія
Учасник Першої світової війни.
Виграв 2 золоті медалі в особистих і командних змаганнях з виїздки на Олімпіаді в Амстердамі (1928). Це було перше золото в скарбничці Німеччини на літніх Олімпійських іграх 1928 р
На коні Фолькнер в індивідуальних змаганнях з конкуру фінішував 28-м. У складі німецької збірної, посів 7-е місце в командному змаганні з конкуру.

## Нагороди
- Залізний хрест 2-го і 1-г окласу
- Хрест «За військові заслуги» (Мекленбург-Шверін)
- Нагрудний знак «За поранення»
- Німецький кінний знак в золоті
- 2 золотих медалі літніх Олімпійських ігор 1928

## Вшанування пам'яті
- У Варендорфі є вулиця барона фон Лангена, на якій розташований офіс Кінної асоціації.
- В 1968 році Федеральна пошта випустила марку із зображенням Лангена.
- На фестивалі кінного заводу Редефіна вручається премія, яка до 2013 року носила назву «У пам'ять барона фон Лангена»